# فهرست نمایندگان دوره هفدهم مجلس افغانستان
فهرست نمایندگان دوره هفدهم مجلس افغانستان که در انتخابات مجلسی سال ۱۳۹۷ توانستند به مجلس راه پیدا کنند. مجلس افغانستان ۲۵۰ عضو دارد. اسامی کل نمایندگان این دوره از قرار فهرست زیر است:

## فهرست اسامی
فهرست اسامی کلی نمایندگان دوره هفدهم مجلس افغانستان: